# Pleurotomaria bicoronata
Pleurotomaria bicoronata is een fossiele slakkensoort uit de familie van de Pleurotomariidae. De wetenschappelijke naam van de soort is voor het eerst geldig gepubliceerd in 1855 door Sandberger en Sandberger.